# Geumgwan Gaya

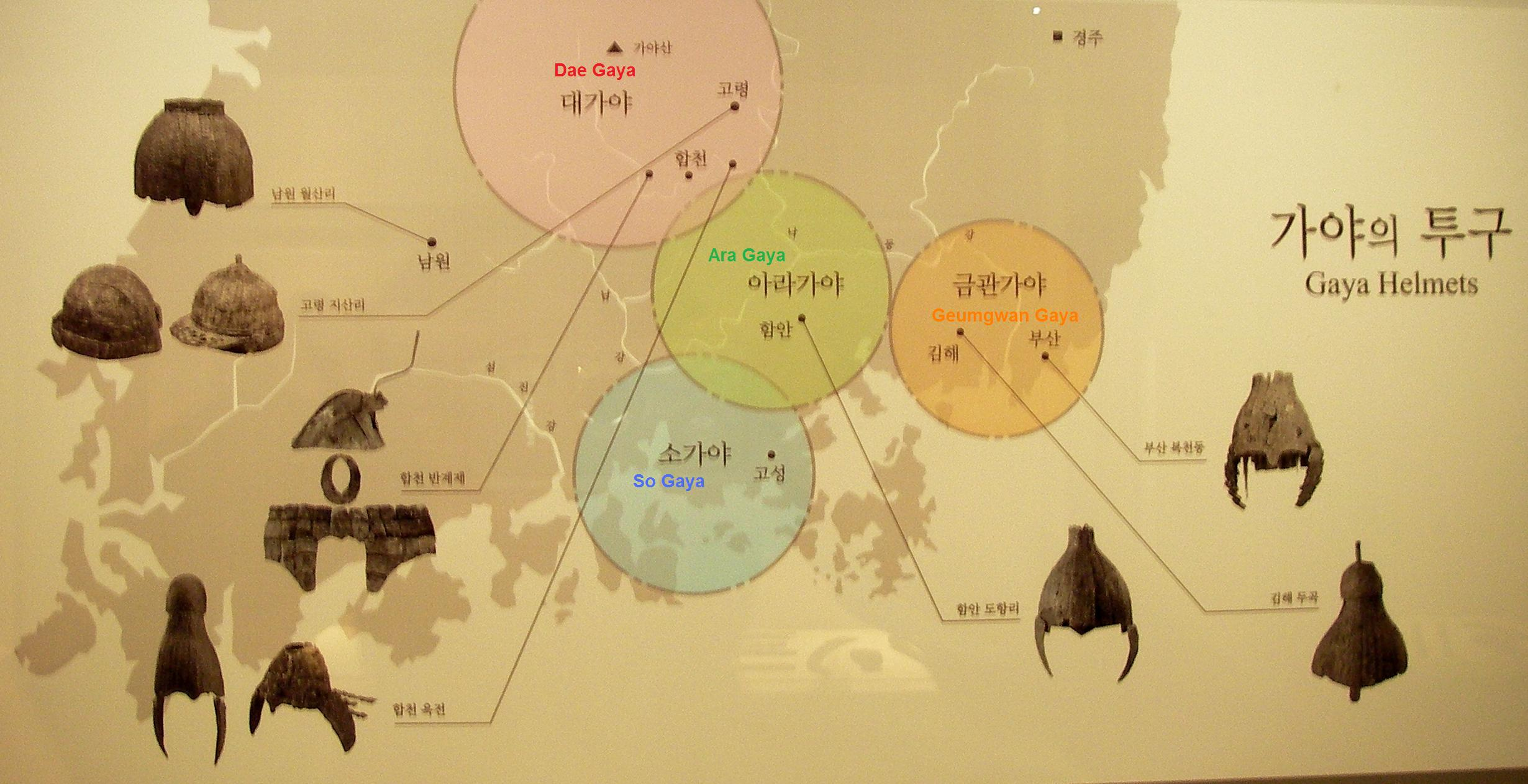
Lage von Geumgwan Gaya (orange)

Geumgwan Gaya, auch Pon Gaya oder Bongaya (본가야, Hanja 本伽倻, übersetzt „ursprüngliches Gaya“) genannt, war ein kleines Königreich im Südosten der Koreanischen Halbinsel, mit der Hauptstadt in Gimhae.
Geumgwan Gaya war eines der Föderationsstaaten Gayas und nahm lange Zeit eine Führungsposition innerhalb
Gayas ein, denn Geumgwan Gaya verfügte über viele Eisenerzvorkommen auf seinem Territorium und hohe Eisenverarbeitungskapazitäten, die Einkünfte durch Eisenhandel und Waffenproduktion ermöglichten.
Im 6. Jahrhundert, genauer 532, wurde Geumgwan Gaya von Silla erobert und Daegaya übernahm die Führung im verbliebenen Teil der Gaya-Föderation, die 562 vollständig von Silla erobert wurde.